# Jüdischer Friedhof (Osterberg)

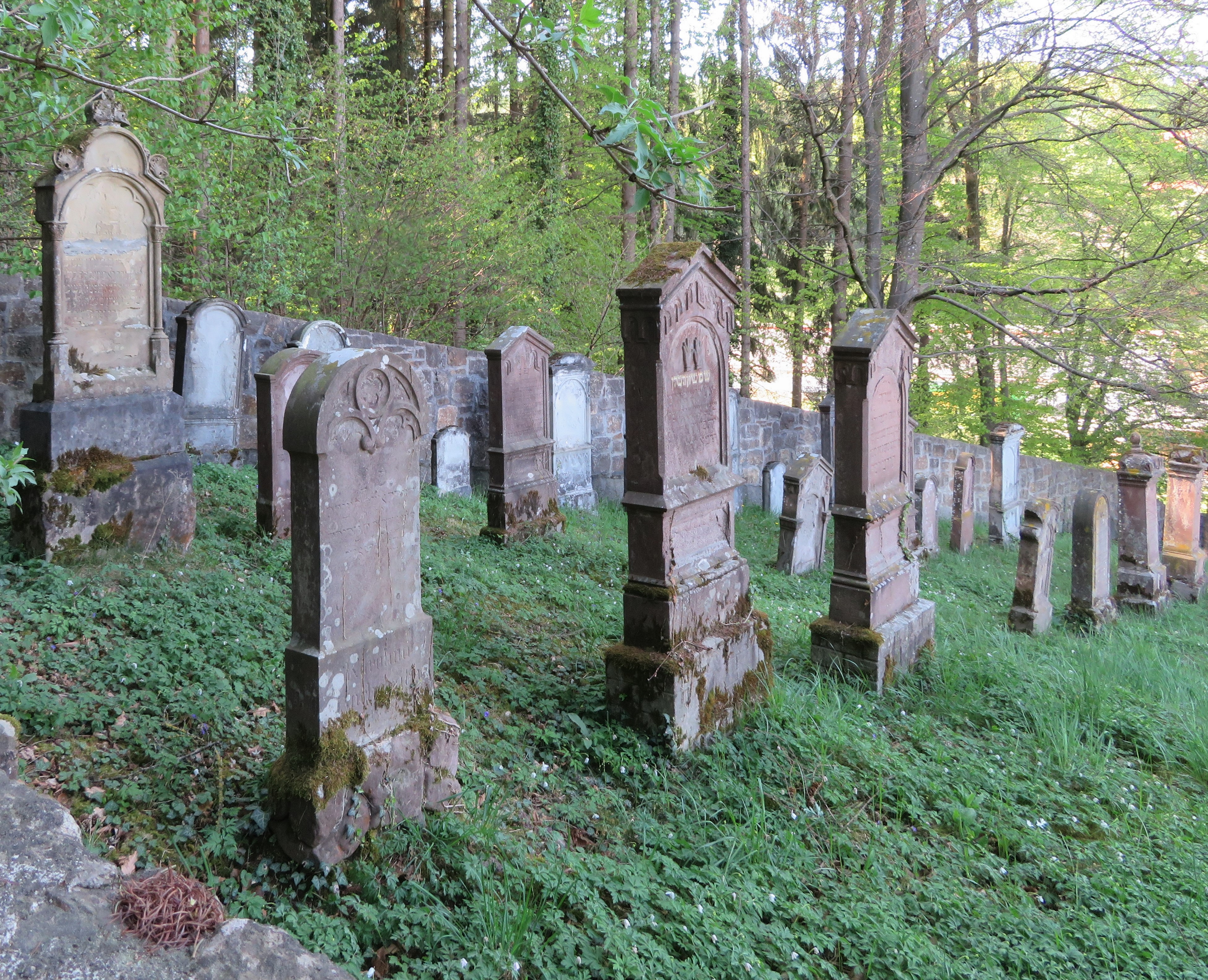
Jüdischer Friedhof in Osterberg

Der Jüdische Friedhof in Osterberg, einer Gemeinde im Landkreis Neu-Ulm in Bayern, wurde um 1840 angelegt. Der jüdische Friedhof am Ortsende an einem Hang, nahe dem Kolbenweg, ist ein geschütztes Baudenkmal.

## Geschichte
Die jüdische Gemeinde Osterberg bestattete ihre Toten zunächst in Illereichen oder in Fellheim. Um 1840 konnte der eigene Friedhof nordwestlich des jüdischen Ortsteiles von Osterberg angelegt werden, der 7,07 Ar groß ist. Die letzte Beisetzung fand 1906 statt, es sind heute noch etwa 46 Grabsteine in vier Reihen erhalten.
Im Frühjahr 1932 wurden acht Grabsteine umgeworfen und zwei zerschlagen. Der Friedhof wurde damals wieder instand gesetzt.